# Kahit Konting Pagtingin
Kahit Konting Pagtingin é uma telenovela filipina exibida em 2013 pela ABS-CBN. Foi protagonizada por Angeline Quinto, Paulo Avelino e Sam Milby, e com atuação antagônica de Mylene Dizon.

## Elenco
- Angeline Quinto - Aurora Cantada-Ledesma
- Paulo Avelino - Lance Ledesma
- Sam Milby - Adam Ledesma
- Joonee Gamboa - Don Arturo Ledesma
- Snooky Serna - Faye Ledesma
- Mylene Dizon - Narissa Ledesma-Dimagiba
- John Lapus - Milo Santiago
- Tommy Abuel - Val Cantada
- James Blanco - Jacob Dimagiba
- Jordan Herrera - Ivan
- Deniesse Joaquin - Jinky
- Alexandra Macanan - Giselle Ledesma
- Jon Lucas - Eugene Cantada
- Lance Angelo Lucido - Peter